# James Bourne
James Elliot Bourne (Rochford, Essex, 13 september 1983) is een Brits muzikant en songwriter.
Bourne was frontman van de poppunkbands Son of Dork en Busted. Na het opheffen van beide bands begon Bourne een solocarrière. In 2010 bracht hij een europopalbum uit onder de naam Future Boy.
Bourne kwam op de leeftijd van tien maanden met zijn ouders vanuit Rochford in Southend-on-Sea te wonen. Hij heeft twee broers en een zus. Zijn jongste broer, Chris, verscheen in de videoclip "Year 3000" van Busted.